# Carlo Rambaldi
Carlo Rambaldi (Vigarano Mainarda, 15 de setembre de 1925 – Lamezia Terme, 10 d'agost de 2012) va ser un artista d'efectes especials italià, famós com a dissenyador del personatge de la pel·lícula de 1982 ET, l'extraterrestre i dels efectes del cap de la criatura de la pel·lícula de 1979 Alien, per cadascun dels quals va guanyar un Oscar.
Rambaldi també va treballar en pel·lícules com Roig Fosc (1975), King Kong (1976), Encontres a la tercera fase (1977), Ales nocturnes (1979), Possession (1981), Dune (1984), King Kong Lives (1986), i Cameron's Closet (1988). A més dels dos Oscars pels efectes visuals d'Alien i ET, l'extraterrestre, també va guanyar un tercer Premi Especial de l'Acadèmia pels efectes visuals de King Kong.

## Premis i nominacions

### Premis
- 1977: Oscar als millors efectes visuals per King Kong
- 1980: Oscar als millors efectes visuals per Alien
- 1983: Oscar als millors efectes visuals per ET, l'extraterrestre

### Nominacions
- 1983: BAFTA als millors efectes visuals per ET, l'extraterrestre